# Río Gallegos (río)
El río Gallegos es un cauce fluvial de la provincia argentina de Santa Cruz, en cuyo estuario se ubica la ciudad de Río Gallegos, capital provincial. Tiene una longitud de unos 300 km.
El río nace en la confluencia de los ríos Rubens y Penitentes, y recibe como sus afluentes a los ríos Turbio, Cóndor y Zurdo. En sus primeros tramos cruza un profundo cañón, en el que se destaca la presencia de géiseres. Corre hacia el este, y luego de 180 km llega a las costas del mar Argentino.
Durante la estación seca, el río reduce drásticamente su caudal.

## Toponimia
Así fue nombrado por Blasco Gallegos, uno de los pilotos de la expedición de Fernando de Magallanes de 1520. Hans Niemeyer nombra al Gallegos desde la confluencia de los ríos Turbio y Penitente, pero en Argentina se le da ese nombre desde un poco antes, desde la unión del Turbio con un desagüe del lago Cóndor.

## Recorrido
El río Turbio es su principal afluente; procedente del noreste, desde la sierra Dorotea. Sus aguas se unen a las de los ríos Rubens y Penitente — procedentes desde el sur del ramal montañoso denominado cordillera Chilena, que se levanta en la región de Magallanes y Antártica Chilena — para constituir el Gallegos en las inmediaciones de la meseta de Latorre, en concreto, en su vertiente occidental.
El Gallegos fluye en sentido oeste-este, por un territorio de clima estepario frío, hasta desembocar en el océano Atlántico a través del estuario de la bahía de Gallegos, que constituye su base de equilibrio. Su cuenca hidrográfica ocupa unos 10.120 km² de superficie.

## Caudal y régimen

Caudales medios mensuales de la serie 1993-2014 (negro) y desvíos extremos en máximos y mínimos mensuales respectivos (zona gris) de la serie 1974-2014, en la sección Puente Blanco del río Gallegos.

La curva de caudales medios muestra los máximos durante la primavera, época de los deshielos.

## Estuario
El estuario del río Gallegos, más conocido como «la ría», se caracteriza por sus planicies intermareales fangosas, marismas y sitios de estancamiento de agua con pendiente contraria a la del mar, con una comunidad bentónica abundante con predominio de almejas (Darina solenoides) y poliquetos, características que la convierten en un humedal importante para las aves playeras migratorias. 
Es un estuario macromareal, es decir que la amplitud de mareas es mayor a 4 m, con máximas de 13 m. No tiene gran profundidad, excepto en la zona de la desembocadura, que puede llegar a los 20 m. La longitud del estuario se calcula en unos 45 km aproximadamente, un 15 % de la longitud total del río, y el ancho en su desembocadura es de 3,5 km. El límite interno se encuentra al oeste del puente de la Ruta Nacional 3 en el paraje Güer Aike. El límite externo es una línea imaginaria desde punta Bustamante a punta Loyola. Desemboca en él el río Chico.
La margen izquierda (norte) del estuario presenta acantilados de hasta 150 m de altura. Sobre esta margen, a unos 2 km de la desembocadura, está la bahía Gallegos en cuyo centro hay un islote de 37 ha y 600 m de longitud (isla de los pingüinos, isla de los pájaros o isla Deseada), con presencia de abundante avifauna. La margen derecha (sur) es baja, con depósitos fluvioglaciares. Sobre esta margen, entre punta Loyola y punta Hamilton, hay un terreno anegadizo conocido como bahía Loyola.
El clima es frío costero, semiárido según la clasificación de Köppen, con vientos constantes del Oeste y una temperatura media anual de 7,2 °C. 
La vegetación en las marismas es halófita. En los matorrales alrededor del estuario hay especies de Senecio patagonicus, mata verde (Lepidophyllum cupressiforme), mata negra (Junellia tridens), calafate, barba de chivo (Ephedra frustillata); pastizales de coirón fueguino y caméfitas como yareta (Azorella caespitosa) y mata guanaco (Nardophyllum obtusifolium).

### Aves
El estuario forma parte de la red hemisférica de reservas para aves playeras (RHRAP) desde octubre de 2005, como sitio de importancia internacional. Alberga a más de 20 000 aves playeras neárticas y patagónicas al año. Entre las aves migratorias que llegan a la ría están el playero rojizo, el playero de rabadilla blanca y la becasa de mar; y entre las endémicas, el chorlito ceniciento, el ostrero austral, el macá tobiano y el espartillero austral.
Las aves marinas presentes en el estuario son el pingüino patagónico, la  gaviota cocinera, la gaviota gris, el cormorán imperial y el escúa común.
Fue declarado como sitio AICA (áreas importantes para la conservación de las aves) por BirdLife International, en septiembre de 2005. Sobre la margen sur de la ría se encuentran dos reservas, la reserva provincial para aves playeras migratorias y la reserva costera Urbana.

### Ecología
Las principales amenazas para el ecosistema del estuario es el crecimiento urbano desordenado, la consecuente contaminación del suelo, la actividad petrolera, el tránsito de vehículos todoterreno y la pesca con redes agalleras. Durante décadas el área de la costa aledaña a la ciudad fue sometida a usos inadecuados, como el relleno de las costas para uso residencial y el depósito de residuos sólidos.
Las acciones en favor del área por parte del municipio incluyeron la elaboración de folletería educativa, programas de capacitación (para agentes de formación) y de educación ambiental, estudios para la reubicación del basural, alambrado para proteger zonas para recuperación e interrupción del relleno de la costa.
La Asociación Ambiente Sur y la Agencia Ambiental lanzaron una campaña en favor del estuario, con la colaboración de la RHRAP y Rare Conservation, fundación que se dedica a determinar comportamientos humanos que causan amenazas importantes a la biodiversidad, y desarrollar campañas para la adopción de mejores prácticas; y con el apoyo de la Fundación Avina, la Universidad Nacional de la Patagonia Austral (UARG), Global Green Grants Fund, Fundación Patagonia Natural y Supermercados La Anónima. Es un destino turístico popular para la pesca de salmónidos con mosca.

### Centro de interpretación
El 5 de diciembre de 2011 se inauguró el «centro de interpretación Estuario del río Gallegos», ubicado dentro de la reserva costera Urbana, en la costanera de la ciudad. La administración del centro está a cargo de la Asociación Ambiente Sur. Algunas de las acciones que lleva a cabo el centro es presentar información de manera didáctica acerca de los beneficios que proporciona un humedal, características del estuario y su biodiversidad, y maneras de preservarlo; para eso cuenta con una exhibición de material con dos sistemas de recorrido, uno para el público en general y otro para niños, especialmente adaptado en cuanto a la ubicación de paneles informativos. En ambos casos los recorridos cuentan con ámbitos interactivos.

### Documental
La Asociación Ambiente Sur y la empresa petrolera Petrobras firmaron un convenio en 2012 para realizar una película documental sobre el estuario y las aves migratorias. El acuerdo incluye la adquisición de equipamiento para el avistaje y estudio de las aves y para una sala de capacitación y exposición.